# Singapore Masters 1984
Das Camus Singapore Masters 1984 war ein professionelles Snooker-Einladungsturnier, das im September 1984 im Rahmen der Saison 1984/85 als Gruppenturnier im Mandarin Hotel in Singapur ausgetragen wurde. Sieger wurde der Waliser Terry Griffiths knapp vor Weltmeister Steve Davis aus England. Wer das höchste Break spielte, ist unbekannt.

## Preisgeld
Gesponsert wurde das Turnier von der französischen Cognacbrennerei Camus, die mit dem Turnierorganisator, Barry Hearns Matchroom Sport, einen Sponsorenvertrag für mehrere ähnliche Turniere in ganz Asien abgeschlossen hatte. Ein monetäres Preisgeld gab es nicht.

## Turnierverlauf
Zum Turnier wurden insgesamt fünf Spieler eingeladen: die beiden lokalen Amateure Benjamin Lui und Lau Weng Yew und die britischen Profi- und Spitzenspieler Steve Davis, Terry Griffiths und Tony Meo. Das Turnier wurde als einfaches Jeder-gegen-jeden-Turnier ausgetragen; jedes Spiel ging über genau zwei Frames. Am Ende siegte Terry Griffiths knapp vor Steve Davis, der zwar gleich viel Frames gewonnen hatte, aber in den Spielen summiert weniger Punkte erzielt hatte. Platz 3 belegte Tony Meo, der im Gegensatz zu Griffiths und Davis eine Partie (gegen Griffiths) verlor. Platz 4 belegte der ehemalige singapurische Meister Benjamin Lui, der Terry Griffiths ein Unentschieden abringen konnte. Dagegen verlor Lau Weng Yew alle Partien gegen die Profispieler. Die Angabe der Spiele erfolgt nach der alphabetischen Sortierung der Datenbank CueTracker.
| Pos. | Spieler         | Partien | S | U | N | Frames | Diff. |
| ---- | --------------- | ------- | - | - | - | ------ | ----- |
| 1    | Terry Griffiths | 4       | 2 | 2 | 0 | 6:2    | +4    |
| 2    | Steve Davis     | 4       | 2 | 2 | 0 | 6:2    | +4    |
| 3    | Tony Meo        | 4       | 2 | 1 | 1 | 5:3    | +2    |
| 4    | Benjamin Lui    | 4       | 0 | 2 | 2 | 2:6    | −4    |
| 5    | Lau Weng Yew    | 4       | 0 | 1 | 3 | 1:7    | −6    |

| Spiel | Spieler 1       | Ergebnis | Spieler 2       |
| ----- | --------------- | -------- | --------------- |
| 1     | Steve Davis     | 1:1      | Terry Griffiths |
| 2     | Steve Davis     | 02:02    | Benjamin Lui    |
| 3     | Steve Davis     | 02:02    | Lau Weng Yew    |
| 4     | Terry Griffiths | 1:1      | Benjamin Lui    |
| 5     | Terry Griffiths | 02:02    | Lau Weng Yew    |

| Spiel | Spieler 1       | Ergebnis | Spieler 2    |
| ----- | --------------- | -------- | ------------ |
| 6     | Terry Griffiths | 02:02    | Tony Meo     |
| 7     | Tony Meo        | 1:1      | Steve Davis  |
| 8     | Tony Meo        | 02:02    | Benjamin Lui |
| 9     | Tony Meo        | 02:02    | Lau Weng Yew |
| 10    | Lau Weng Yew    | 1:1      | Benjamin Lui |